# Bjärten
Bjärten är en sjö i Bjurholms kommun och Nordmalings kommun i Ångermanland och ingår i Leduåns huvudavrinningsområde. Sjön har en area på 2,41 kvadratkilometer och ligger 193 meter över havet. Sjön avvattnas av vattendraget Leduån.
Namnet kommer av ordet bjärt, som betyder lysande. Sjön är omgiven av höjder och berg, och när man tittar ner lyser sjöns yta skinande vit.
Sjön är cirka fem kilometer lång. Förutom byn Bjärten i Nordmalings kommun finns delvis avfolkade Bjurholmsbyarna Nordansjö, Norrnäs och Långvik runt sjön.
I sjön ligger tre holmar, de uppodlade Åkerholmen och Lövholmen samt den skogklädda Granholmen.
År 2016 tog Länsstyrelsen i  Västerbotten beslut om att inrätta Bjärtens naturreservat vid sjöns västra strand.
Att stenåldersmänniskor funnits vid sjön visar fynd av pilspetsar, handverktyg, stockbåt med mera. På medeltiden användes sjön som fiskevatten av kustbönderna i Nordmaling. Den förste nybyggaren omtalas på 1670-talet.
I sjön finns ishavsrelikterna Pallasea quadrispinosa och Mysis relicta. Bland annat därför övervakas sjöns pH-värde kontinuerligt. Förekomsten av relikterna visar att Bjärten ligger under högsta marina gränsen.

## Delavrinningsområde
Bjärten ingår i delavrinningsområde (708507-165689) som SMHI kallar för Utloppet av Bjärten. Medelhöjden är 225 meter över havet och ytan är 17,55 kvadratkilometer. Räknas de 6 avrinningsområdena uppströms in blir den ackumulerade arean 48,38 kvadratkilometer. Avrinningsområdets utflöde Leduån mynnar i havet. Avrinningsområdet består mestadels av skog (77 procent). Avrinningsområdet har 2,43 kvadratkilometer vattenytor vilket ger det en sjöprocent på 13,8 procent.